# (29476) Kvíčala
(29476) Kvíčala, désignation internationale (29476) Kvicala, est un astéroïde de la ceinture principale.

## Description
(29476) Kvicala est un astéroïde de la ceinture principale. Il fut découvert le 31 octobre 1997 à l'observatoire d'Ondřejov par Petr Pravec. Il présente une orbite caractérisée par un demi-grand axe de 2,74 UA, une excentricité de 0,11 et une inclinaison de 10,2° par rapport à l'écliptique.

## Compléments